# Parafia św. Łukasza w Leszczynach
Parafia św. Łukasza – parafia prawosławna w Leszczynach, w dekanacie Gorlice diecezji przemysko-gorlickiej.
Na terenie parafii funkcjonuje 1 cerkiew:
- cerkiew św. Łukasza w Leszczynach – parafialna

Obowiązki proboszcza pełni ks. Andrzej Grycz z parafii w Bielance.